# Mourioux-Vieilleville
Mourioux-Vieilleville  es una localidad y comuna   de Francia, en la región de Lemosín, departamento de Creuse, en el distrito de Guéret y cantón de Bénévent-l'Abbaye.
Su población en el censo de 2021 era de 521 habitantes.
Está integrada en la Communauté de communes de Bénévent-Grand-Bourg.

## Demografía
| 864 | 941 | 851 | 719 | 629 | 569 | 521 |
| Para los censos de 1962 a 1999 la población legal corresponde a la población sin duplicidades (Fuente: INSEE [Consultar]) |     |     |     |     |     |     |